# Karol de France
Karol de France, książę de Berry, fr. Charles de France (ur. 31 lipca 1686 w Wersalu – zm. 5 maja 1714 w Marly-le-Roi) – książę (diuk) Berry (od urodzenia), hrabia Ponthieu, książę Alençon i Angoulême (od 1714). Używał tytułu książę de Berry.

## Życiorys
Najmłodszy syn Ludwika, Wielkiego Delfina i Marii Anny Bawarskiej. Wnuk króla Francji, Ludwika XIV.

## Małżeństwo
Mimo że de Berry nigdy nie był brany pod uwagę jako przyszły król Francji, był jednak z królewskiego rodu i miał prawo do sukcesji. Postanowiono go ożenić z którąś z księżniczek pochodzących z bocznych linii Burbonów. Ciotka de Berry’ego – Ludwika Franciszka Burbon, księżna Condé zaoferowała rękę swojej córki – Ludwiki Elżbiety Burbon-Condé, ale do tego małżeństwa nie doszło. Inna ciotka de Berry’ego – Franciszka Maria Burbon, księżna Orleanu zasugerowała ożenienie go z jej najstarszą córką – Marią Ludwiką Elżbietą Orleańską (20 sierpnia 1695–21 lipca 1719).
Ślub pary odbył się 6 lipca 1710. Maria Ludwika Elżbieta była córką Filipa II Orleańskiego, przyszłego regenta Francji. Małżeństwo to było nieszczęśliwe, mimo że Elżbieta Liselotte Wittelsbach, babka Marii Ludwiki Elżbiety, nazywała męża swojej wnuczki Berry-Bon Coeur ("Berry Dobre Serce"). Żona de Berry’ego kilkakrotnie poroniła, ale urodziła również troje dzieci, które zmarły niedługo po urodzeniu:
- Ludwika (Louise) de Berry (ur. i zm. 21 lipca 1711),
- Karol (Charles) de Berry (26 marca – 16 czerwca 1713), książę Alençon,
- Maria Ludwika Elżbieta (Marie-Louise-Élisabeth) de Berry (16 czerwca – 17 czerwca 1714).

## Szansa na regencję
W 1712 zmarł starszy brat Karola – Ludwik, książę Burgundii i następca tronu Francji. Kolejnym następcą coraz starszego króla Ludwika XIV został dwuletni bratanek de Berry’ego – Ludwik, książę Andegawenii. Pojawiła się szansa, że Karol zostanie regentem, i de Berry, który dotychczas nie interesował się losami państwa, zaczął się teoretycznie przygotowywać do tej nowej roli. Zmarł jednak zanim książę Andegawenii został królem, z powodu obrażeń wewnętrznych odniesionych w wypadku na polowaniu na samym początku maja 1714. Ludwik XIV musiał wyznaczyć regenta spośród dwóch innych kandydatur: bratanka Filipa II, księcia Orleanu lub nieślubnego syna Ludwika Augusta, księcia Maine.